# Prostíbulos militares alemanes en la Segunda Guerra Mundial

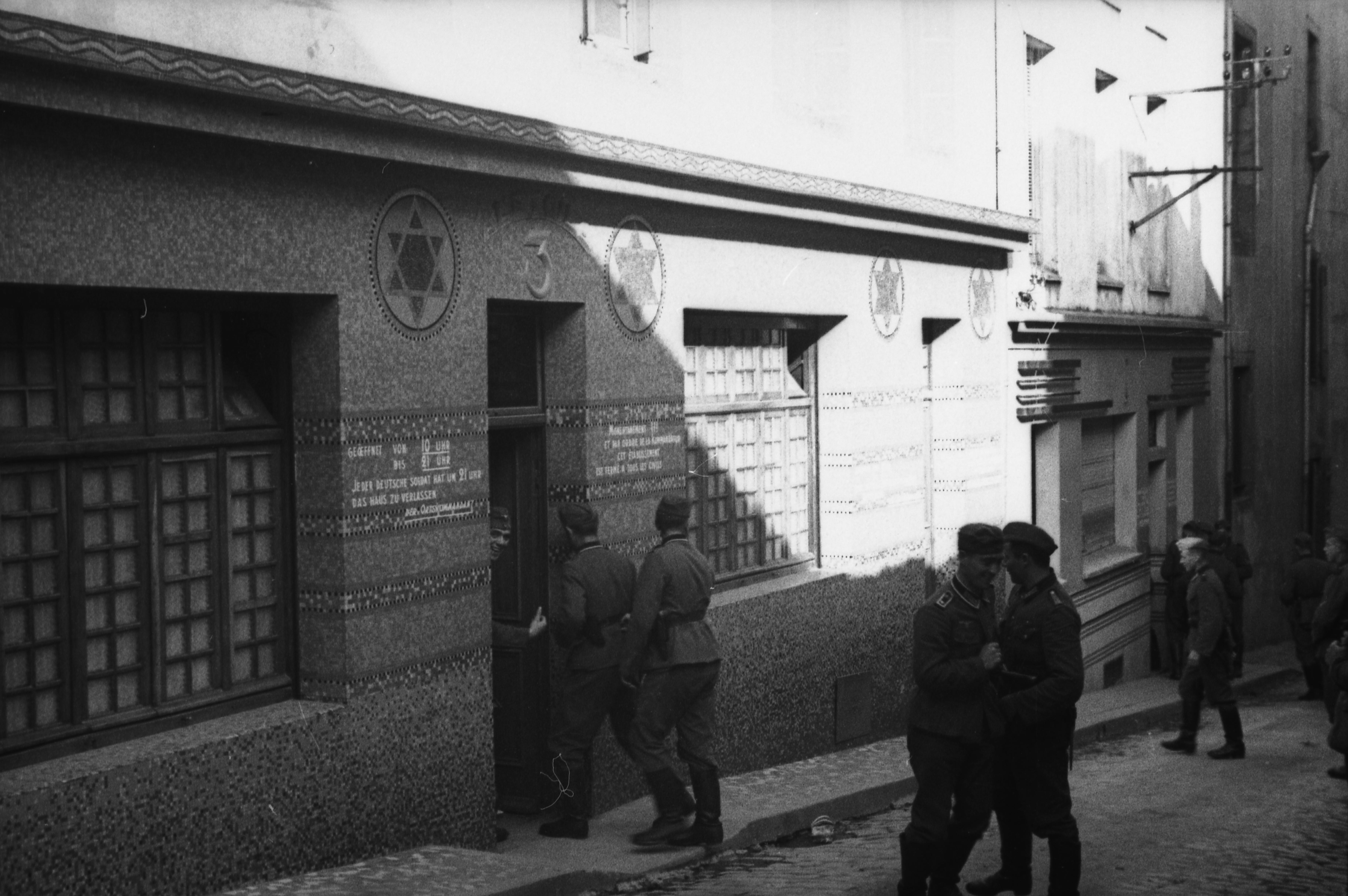
Soldados alemanes entran a un burdel en Brest en Francia en 1940. Antes el edificio era una Sinagoga.

Los burdeles militares alemanes fueron instalados por el Tercer Reich durante Segunda Guerra Mundial en muchas partes de la Europa ocupada para uso de la Wehrmacht y los soldados de las SS. Estos burdeles fueron generalmente creaciones nuevas pero en la Europa occidental ocupada eran a veces instalados utilizando burdeles ya existentes así como muchos otros edificios. Hasta 1942, había alrededor de 500 burdeles militares de esta clase en la Europa ocupada por los alemanes. A menudo operando en hoteles confiscados y protegidas por la Wehrmacht, estas instalaciones eran usadas por soldados de viaje y aquellos retirados del frente. Junto con los burdeles de los campos de concentración alemanes, según registros, al menos 34.140 mujeres europeas fueron forzadas a servir de prostitutas durante la ocupación alemana de sus países. En muchos casos en Europa oriental, las mujeres implicadas eran secuestradas en las calles de las ciudades durante la ocupación del ejército alemán y rondas policiales llamadas łapanka o rafle.

## Europa oriental
El Ministerio de Exteriores del Gobierno polaco en el exilio emitió un documento el 3 de mayo de 1941, describiendo los secuestros masivos y redadas en ciudades polacas con el objetivo de capturar mujeres jóvenes para la esclavitud sexual en los burdeles habilitados ad hoc por el ejército alemán. Al mismo tiempo, chicas polacas de hasta 15 años, enviadas como mano de obra esclava a Alemania, eran sexualmente explotadas por hombres alemanes en su sitio de destino. En Brandeburgo, dos adolescentes polacas que regresaron a casa en Cracovia en avanzado estado de gestación, informaron haber sido violadas por soldados alemanes con tal frecuencia que quedaron incapaces para trabajar.

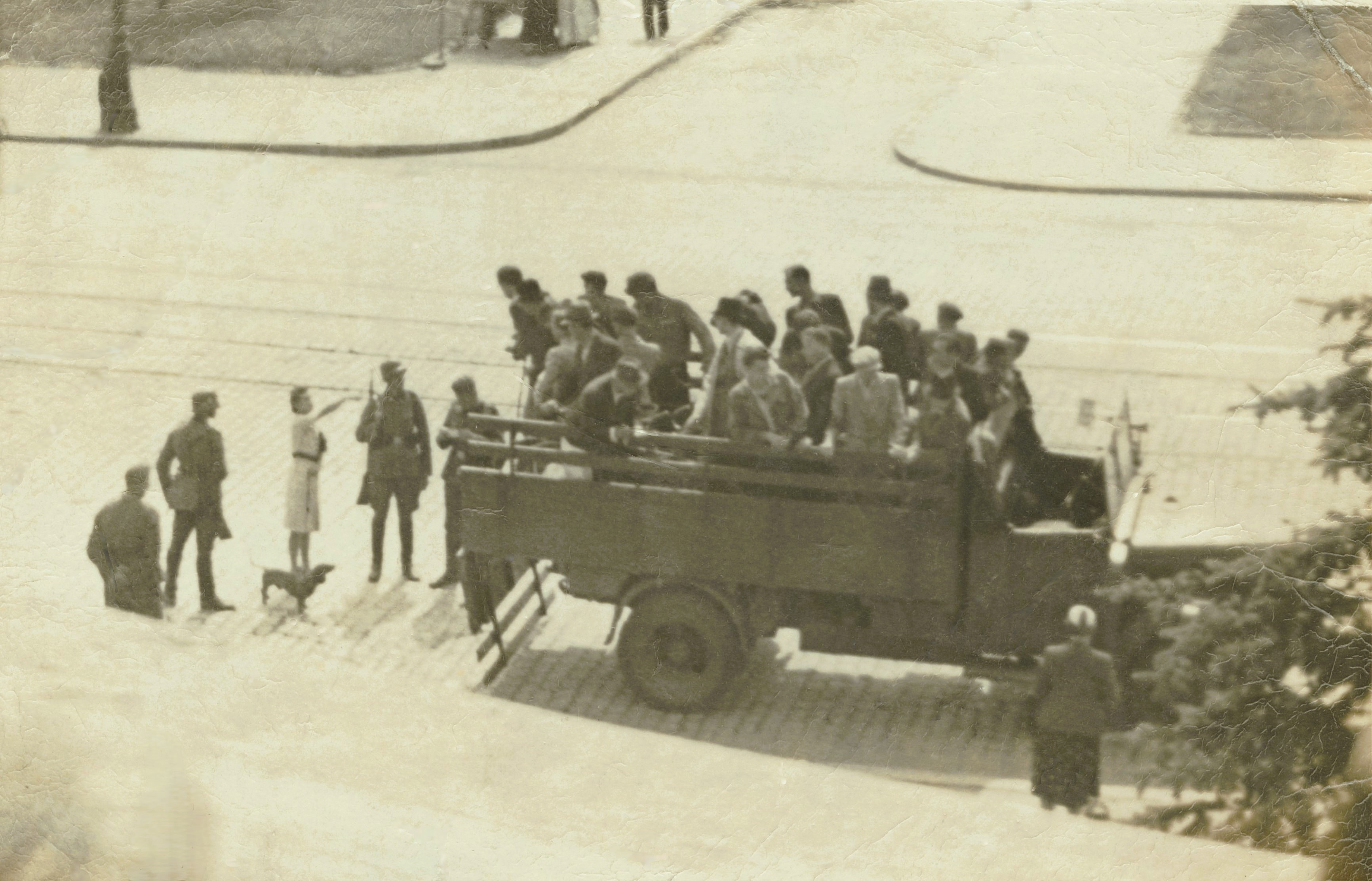
Łapanka, 1941 redada de secuestro en Varsovia, distrito de Żoliborz. Las mujeres jóvenes seleccionadas eran más tarde forzadas a burdeles militares.

En la Unión Soviética fueron también secuestradas mujeres por fuerzas alemanas para la prostitución; un informe del Tribunal Militar Internacional describe que "en la ciudad de Smolensk el Comando Alemán abrió un burdel para agentes en uno de los hoteles al que centenares de mujeres y chicas fueron conducidas; eran arrastradas por la calle por sus brazos y cabello.

### Intentos de escape
Según un artículo de investigación en la revista polaca Wprost, las mujeres forzadas a la esclavitud sexual por las autoridades alemanas nazis a veces intentaron huir; en uno de tales casos, un grupo de mujeres polacas y rusas encarceladas en un burdel militar alemán localizado en Noruega huyó en 1941. Encontraron refugio en la Iglesia luterana local que les ofreció asilo. Las mujeres eran forzadas a servir hasta a 32 hombres por día; los soldados de visita tenían destinados 15 minutos con un coste nominal de 3 Reichsmarks por sesión entre las horas de 2 p. m. hasta 8:30 p. m. Las mujeres que estaban visiblemente embarazadas eran a veces liberadas.

## Prostitución forzada
Un informe alemán de 1977 realizado por un historiador neoconservador de Baden-Württemberg, Franz W. Seidler, afirmó que las mujeres extranjeras que estaban registradas en los burdeles militares alemanes habían sido prostitutas ya antes de la guerra. Ruth Seifert, profesor de sociología en la Universidad de Ratisbona, por otro lado, mantuvo que las mujeres eran obviamente forzadas a trabajar en estos burdeles por su captores alemanes, como mostró el juicio de los Criminales de Guerra ante el Tribunal Militar Internacional en Núremberg en 1946, posteriormente confirmado por el libro publicado en 1961 por Raul Hilberg.

## Burdeles alemanes en la Francia ocupada
La Wehrmacht fue capaz de establecer un sistema exhaustivamente burocrático de alrededor de 100 burdeles nuevos ya antes de 1942, basado en un sistema existente de control gubernamental, escribió Inse Meinen. Los soldados recibían permisos oficiales de visita al prostíbulo emitidos por el Oberkommando des Heeres y estaba prohibido entrar en contacto sexual con otras mujeres francesas. En septiembre de 1941, el general von Brauchitsch sugirió que visitas semanales para todos los soldados más jóvenes debían ser consideradas obligatorias para impedir "excesos sexuales" entre ellos. Las prostitutas tuvieron un control médico planificado de enfermedades venéreas.